# 走马镇 (南充市)
走马乡，是中华人民共和国四川省南充市高坪区下辖的一个乡镇级行政单位。2019年10月，撤销喻家乡和走马乡，设立走马镇，以原喻家乡和原走马乡所属行政区域为走马镇的行政区域。

## 行政区划
走马乡下辖以下地区：
走马村、周家沟村、朱家庵村、石龙坡村、隐珠寺村、安乐桥村、大石庙村、王家庙村、姜家祠村、平桥村、仁佛寺村、金凤桥村、卢家桥村、洪家堰村、金凤山村和和兴观村。